# Chordophora
Chordophora is een geslacht van vlinders van de familie spanners (Geometridae), uit de onderfamilie Ennominae.

## Soorten
- C. incaria Guenée, 1858
- C. iogramma Meyrick, 1897
- C. newmannaria Guenée, 1857
- C. pyrrhophanes Turner, 1947